# Список заслуженных лётчиков-испытателей СССР
В настоящем списке представлены в алфавитном порядке все заслуженные лётчики-испытатели СССР, получившие это почётное звание. Первое награждение состоялось 17 февраля 1959 года. 
Список содержит информацию о датах жизни, месте работы (службы) испытателей на период присвоения звания и дате присвоения почётного звания.
| №   | Фамилия, имя и отчество                | Даты жизни            | Место работы (службы) на момент присвоения звания                      | Дата присвоения |
| --- | -------------------------------------- | --------------------- | ---------------------------------------------------------------------- | --------------- |
| 1   | Абрамов, Борис Алексеевич              | 09.09.1936—16.06.2012 | Группа контроля работы испытателей военных приёмок в Главном штабе ВВС | 16.08.1985      |
| 2   | Абрамович, Юрий Гарриевич              | 15.09.1935—28.02.2017 | Луховицкий авиационный завод                                           | 14.08.1981      |
| 3   | Авдеев, Иван Егорович                  | 28.09.1925—08.10.2004 | Воронежский авиационный завод                                          | 28.08.1974      |
| 4   | Аверьянов, Владимир Николаевич         | род. 11.09.1934       | Саратовский авиационный завод                                          | 15.08.1986      |
| 5   | Агапов, Сергей Тимофеевич              | 24.09.1932—04.05.2006 | Опытно-конструкторское бюро имени А. Н. Туполева                       | 13.08.1976      |
| 6   | Агафонов, Михаил Кондратьевич          | 31.10.1923—05.07.2008 | Лётно-исследовательский институт                                       | 22.08.1972      |
| 7   | Адамович-Иодко, Николай Владимирович   | 17.01.1915—23.07.2002 | Лётно-исследовательский институт                                       | 23.09.1961      |
| 8   | Адрианов, Борис Михайлович             | 31.12.1920—10.10.1993 | Луховицкий авиационный завод                                           | 16.08.1968      |
| 9   | Айрапетов, Сетрак Петросович           | 31.12.1916—12.04.1991 | Горьковский авиационный завод                                          | 09.06.1966      |
| 10  | Александров, Виктор Константинович     | род. 27.11.1946       | Лётно-исследовательский институт имени М. М. Громова                   | 16.08.1990      |
| 11  | Алифанов, Николай Григорьевич          | 22.07.1912—06.02.1986 | Горьковский авиационный завод                                          | 16.03.1963      |
| 12  | Алфёров, Герман Витальевич             | 11.04.1934—19.01.2012 | Опытно-конструкторское бюро имени М. Л. Миля                           | 16.11.1973      |
| 13  | Амет-Хан, Султан                       | 25.10.1920—01.02.1971 | Лётно-исследовательский институт                                       | 23.09.1961      |
| 14  | Андреев, Сергей Макарович              | 31.03.1908—17.07.2002 | Луховицкий авиационный завод                                           | 27.05.1959      |
| 15  | Андриевский, Николай Иванович          | 09.12.1923—18.07.1983 | Опытно-конструкторское бюро Г. М. Бериева                              | 28.08.1974      |
| 16  | Андриенко, Михаил Иванович             | 18.08.1937—31.05.2002 | Луховицкий авиационный завод                                           | 13.12.1989      |
| 17  | Анохин, Сергей Николаевич              | 01.04.1910—15.04.1986 | Лётно-исследовательский институт                                       | 17.02.1959      |
| 18  | Антипов, Юрий Александрович            | 06.03.1915—04.06.1997 | Государственный Краснознамённый научно-испытательный институт ВВС      | 07.10.1959      |
| 19  | Антонов, Семен Михеевич                | 02.08.1919—23.07.1993 | Государственный Краснознамённый научно-испытательный институт ВВС      | 24.01.1963      |
| 20  | Антропов, Леонид Николаевич            | 15.06.1921—11.03.2000 | Казанский вертолётный завод                                            | 22.08.1972      |
| 21  | Аржанов, Николай Николаевич            | 10.03.1913—07.02.1976 | Казанский авиационный завод                                            | 23.09.1961      |
| 22  | Артюхин, Александр Алексеевич          | 15.04.1939—03.03.2010 | Опытно-конструкторское бюро имени А. Н. Туполева                       | 13.12.1989      |
| 23  | Архипенко, Владимир Васильевич         | 01.12.1943—15.10.2024 | Экспериментальный машиностроительный завод имени В. М. Мясищева        | 18.12.1991      |
| 24  | Аубакиров, Токтар Онгарбаевич          | род. 27.07.1946       | Опытно-конструкторское бюро имени А. И. Микояна                        | 06.11.1990      |
| 25  | Базалюк, Владимир Ефимович             | 25.01.1936—31.07.1991 | Киевский авиационный завод                                             | 15.08.1986      |
| 26  | Балбеков, Алексей Захарович            | 14.04.1933—06.05.1999 | Новосибирский авиационный завод                                        | 17.08.1978      |
| 27  | Баранов, Валентин Николаевич           | 07.04.1927—06.10.2001 | Государственный Краснознамённый научно-испытательный институт ВВС      | 16.08.1968      |
| 28  | Баскаков, Виталий Данилович            | 11.09.1943—03.12.2021 | Опытно-конструкторское бюро имени А. Н. Туполева                       | 18.12.1991      |
| 29  | Бачурин, Иван Иванович                 | 29.01.1942—20.09.2011 | Государственный Краснознамённый научно-испытательный институт ВВС      | 12.08.1982      |
| 30  | Бежевец, Александр Саввич              | 16.07.1929—22.07.2015 | Государственный Краснознамённый научно-испытательный институт ВВС      | 17.08.1971      |
| 31  | Бездетнов, Николай Павлович            | род. 07.04.1934       | Опытно-конструкторское бюро имени Н. И. Камова                         | 17.08.1979      |
| 32  | Белоусов, Вячеслав Семёнович           | род. 06.09.1942       | Опытно-конструкторское бюро имени С. В. Ильюшина                       | 04.10.1989      |
| 33  | Бельский, Иван Петрович                | 21.03.1938—19.05.2014 | Государственный Краснознамённый научно-испытательный институт ВВС      | 15.08.1986      |
| 34  | Белясник, Петр Никифорович             | 21.12.1917—04.07.2000 | Государственный Краснознамённый научно-испытательный институт ВВС      | 18.01.1962      |
| 35  | Береговой, Георгий Тимофеевич          | 13.04.1921—30.06.1995 | Государственный Краснознамённый научно-испытательный институт ВВС      | 14.03.1961      |
| 36  | Берсенев, Аркадий Васильевич           | 24.09.1934—01.11.2013 | Государственный Краснознамённый научно-испытательный институт ВВС      | 13.08.1976      |
| 37  | Бессонов, Анатолий Дмитриевич          | 20.04.1929—27.06.2004 | Опытно-конструкторское бюро имени А. Н. Туполева                       | 13.08.1976      |
| 38  | Бессонов, Николай Александрович        | 15.04.1935—14.03.1982 | Лётно-исследовательский институт                                       | 14.08.1981      |
| 39  | Близнюк, Станислав Григорьевич         | 18.11.1934—14.10.2008 | Опытно-конструкторское бюро имени С. В. Ильюшина                       | 15.08.1980      |
| 40  | Бобровицкий, Михаил Илларионович       | 19.11.1922—18.06.1980 | Государственный Краснознамённый научно-испытательный институт ВВС      | 08.07.1967      |
| 41  | Богданов, Владислав Арсеньевич         | 25.03.1930—04.01.1993 | Опытно-конструкторское бюро О. К. Антонова                             | 17.08.1978      |
| 42  | Богородский, Аркадий Павлович          | 10.09.1923—20.04.1972 | Лётно-исследовательский институт                                       | 21.02.1969      |
| 43  | Богушевский, Герман Стефанович         | 12.07.1912—28.06.1987 | Казанский авиационный завод                                            | 21.08.1964      |
| 44  | Борзов, Алексей Сергеевич              | 22.01.1922—10.01.1992 | Государственный Краснознамённый научно-испытательный институт ВВС      | 15.08.1969      |
| 45  | Борисов, Василий Петрович              | 10.01.1929—30.03.2001 | Опытно-конструкторское бюро имени А. Н. Туполева                       | 16.11.1973      |
| 46  | Бровцев, Сергей Георгиевич             | 18.08.1920—16.07.1964 | Государственный Краснознамённый научно-испытательный институт ВВС      | 24.01.1963      |
| 47  | Брыксин, Александр Яковлевич           | 17.06.1923—13.11.2020 | Государственный Краснознамённый научно-испытательный институт ВВС      | 16.08.1968      |
| 48  | Буланов, Геннадий Егорович             | 15.03.1940—29.11.2021 | Иркутский авиационный завод                                            | 13.12.1989      |
| 49  | Булыгин, Олег Андреевич                | 06.03.1939—07.10.2012 | Опытно-конструкторское бюро имени А. С. Яковлева                       | 16.08.1990      |
| 50  | Бурцев, Фёдор Иванович                 | 27.06.1923—04.05.2003 | Лётно-исследовательский институт                                       | 21.08.1964      |
| 51  | Бурьянов, Георгий Иванович             | 26.05.1913—30.03.1986 | Опытно-конструкторское бюро Г. М. Бериева                              | 16.03.1963      |
| 52  | Бутенко, Геннадий Филиппович           | 17.05.1928—31.10.1990 | Государственный Краснознамённый научно-испытательный институт ВВС      | 17.08.1973      |
| 53  | Бычковский, Григорий Корнеевич         | 09.12.1922—25.07.1979 | Научно-исследовательский лётно-испытательный центр                     | 22.08.1972      |
| 54  | Ваняшин, Владимир Григорьевич          | род. 29.09.1939       | Саратовский авиационный завод                                          | 18.12.1991      |
| 55  | Васенков, Виктор Владимирович          | род. 24.03.1947       | Государственный Краснознамённый научно-испытательный институт ВВС      | 14.08.1987      |
| 56  | Васильев, Виктор Николаевич            | 25.06.1938—04.05.2001 | Лётно-исследовательский институт имени М. М. Громова                   | 16.08.1985      |
| 57  | Васильев, Сергей Николаевич            | 09.03.1911—23.11.1992 | Научно-исследовательский лётно-испытательный центр                     | 21.08.1964      |
| 58  | Васильченко, Александр Григорьевич     | 21.03.1911—08.11.1960 | Казанский авиационный завод                                            | 20.09.1960      |
| 59  | Васин, Валентин Петрович               | 30.10.1923—11.11.2010 | Лётно-исследовательский институт                                       | 09.06.1966      |
| 60  | Васин, Геннадий Яковлевич              | 07.05.1937—18.08.2010 | Лётно-исследовательский институт                                       | 17.08.1984      |
| 61  | Вахмистров, Глеб Борисович             | 18.08.1920—18.07.1994 | Горьковский авиационный завод                                          | 09.06.1966      |
| 62  | Ведерников, Иван Корнеевич             | 17.11.1923—14.08.2018 | Опытно-конструкторское бюро А. Н. Туполева                             | 16.03.1963      |
| 63  | Веремей, Борис Иванович                | 25.12.1935—06.02.2002 | Опытно-конструкторское бюро имени А. Н. Туполева                       | 17.08.1978      |
| 64  | Верников, Яков Ильич                   | 31.10.1920—30.09.1993 | Лётно-исследовательский институт                                       | 20.09.1960      |
| 65  | Веселовский, Владимир Валентинович     | 27.09.1931—11.07.2016 | Горьковский авиационный завод                                          | 17.08.1984      |
| 66  | Власов, Лев Владимирович               | 30.06.1929—13.08.1997 | Опытно-конструкторское бюро имени М. Л. Миля                           | 22.08.1972      |
| 67  | Вобликов, Александр Иванович           | 26.11.1922—13.04.1985 | Воронежский авиационный завод                                          | 16.03.1963      |
| 68  | Волк, Игорь Петрович                   | 12.04.1937—03.01.2017 | Лётно-исследовательский институт                                       | 18.08.1983      |
| 69  | Волков, Валентин Михайлович            | 01.05.1923—08.09.1965 | Опытно-конструкторское бюро А. С. Яковлева                             | 21.08.1964      |
| 70  | Волохов, Георгий Николаевич            | 23.08.1934—23.05.2024 | Опытно-конструкторское бюро имени С. В. Ильюшина                       | 18.08.1977      |
| 71  | Волошин, Владимир Арсеньевич           | 09.09.1934—19.09.1977 | Лётно-исследовательский институт                                       | 18.08.1977      |
| 72  | Воробьёв, Иван Григорьевич             | 24.01.1920—24.01.1965 | Луховицкий авиационный завод                                           | 21.08.1964      |
| 73  | Воробьёв, Феликс Михайлович            | род. 30.03.1937       | Научно-исследовательский лётно-испытательный центр                     | 18.12.1991      |
| 74  | Выломов, Владимир Трофимович           | 08.01.1931—27.11.1999 | Новосибирский авиационный завод                                        | 14.08.1975      |
| 75  | Гайдабура, Дмитрий Иванович            | 24.06.1946—16.01.2023 | Горьковский авиационный завод                                          | 15.08.1991      |
| 76  | Галиаскаров, Акрам Зиннатович          | 15.03.1950—16.05.2005 | Горьковский авиационный завод                                          | 16.08.1990      |
| 77  | Галицкий, Борис Карпович               | 31.07.1914—26.09.1965 | Авиационный завод № 23 (г. Москва)                                     | 17.02.1959      |
| 78  | Галлай, Марк Лазаревич                 | 16.04.1914—14.07.1998 | Лётно-исследовательский институт                                       | 17.02.1959      |
| 79  | Галуненко, Александр Васильевич        | род. 01.03.1946       | Опытно-конструкторское бюро имени О. К. Антонова                       | 13.12.1989      |
| 80  | Гарнаев, Юрий Александрович            | 17.12.1917—06.08.1967 | Лётно-исследовательский институт                                       | 21.08.1964      |
| 81  | Гей, Владимир Георгиевич               | 13.05.1922—04.04.1966 | Луховицкий авиационный завод                                           | 10.12.1964      |
| 82  | Генаев, Павел Ефимович                 | 19.01.1916—10.12.1971 | Луховицкий авиационный завод                                           | 21.08.1964      |
| 83  | Глазунов, Максим Алексеевич            | 04.08.1920—07.12.1996 | Саратовский авиационный завод                                          | 18.01.1962      |
| 84  | Глущенко, Вячеслав Васильевич          | 21.08.1947—15.04.1999 | Новосибирский авиационный завод                                        | 18.08.1989      |
| 85  | Голенкин, Эммануил Владимирович        | 16.02.1918—10.10.2013 | Государственный Краснознамённый научно-испытательный институт ВВС      | 14.03.1961      |
| 86  | Голуб, Владимир Емельянович            | 15.09.1944—17.09.2024 | Группа контроля работы испытателей военных приёмок в Главном штабе ВВС | 18.08.1988      |
| 87  | Гончаров, Иван Корнеевич               | 08.10.1914—02.02.2004 | Государственный Краснознамённый научно-испытательный институт ВВС      | 30.05.1964      |
| 88  | Горбик, Сергей Александрович           | 23.03.1943—13.10.1992 | Опытно-конструкторское бюро имени О. К. Антонова                       | 04.10.1989      |
| 89  | Горбунов, Владимир Михайлович          | род. 14.07.1946       | Лётно-исследовательский институт имени М. М. Громова                   | 04.10.1989      |
| 90  | Гордеев, Алексей Иванович              | 30.03.1912—27.12.1977 | Казанский авиационный завод                                            | 24.01.1963      |
| 91  | Гордеев, Владимир Дмитриевич           | род. 28.06.1945       | Лётно-исследовательский институт имени М. М. Громова                   | 16.08.1990      |
| 92  | Гордиенко, Владимир Гаврилович         | 12.11.1934—03.07.2014 | Горьковский авиационный завод                                          | 18.08.1977      |
| 93  | Гордиенко, Слава Николаевич            | 18.08.1937—02.08.2014 | Таганрогский авиационный завод                                         | 17.08.1984      |
| 94  | Горлач, Иван Мефодьевич                | 03.07.1923—11.06.1996 | Новосибирский авиационный завод                                        | 13.05.1970      |
| 95  | Горовой, Григорий Антонович            | 29.09.1927—03.11.2021 | Государственный Краснознамённый научно-испытательный институт ВВС      | 18.08.1972      |
| 96  | Горюнов, Евгений Александрович         | 21.02.1930—31.08.2005 | Опытно-конструкторское бюро имени А. Н. Туполева                       | 14.08.1975      |
| 97  | Горяйнов, Николай Иосифович            | 14.02.1924—23.09.1976 | Опытно-конструкторское бюро А. Н. Туполева                             | 20.09.1967      |
| 98  | Гречишкин, Василий Константинович      | 28.06.1910—17.09.1989 | Государственный Краснознамённый научно-испытательный институт ВВС      | 14.03.1961      |
| 99  | Грибачёв, Алексей Степанович           | 03.11.1930—16.07.2003 | Новосибирский авиационный завод                                        | 16.11.1973      |
| 100 | Гришин, Алексей Иванович               | 08.03.1922—17.01.2002 | Харьковский авиационный завод                                          | 20.09.1967      |
| 101 | Грищенко, Анатолий Демьянович          | 24.08.1937—03.07.1990 | Лётно-исследовательский институт                                       | 12.08.1982      |
| 102 | Грузевич, Бронислав Иванович           | 07.03.1934—15.03.2009 | Государственный Краснознамённый научно-испытательный институт ВВС      | 18.08.1977      |
| 103 | Гудов, Александр Константинович        | 16.09.1932—07.11.2004 | Киевский авиационный завод                                             | 17.08.1984      |
| 104 | Давиташвили, Михаил Георгиевич         | 18.07.1923—24.11.2005 | Тбилисский авиационный завод                                           | 20.09.1967      |
| 105 | Давыдов, Иван Егорович                 | 14.02.1926—11.03.1977 | Опытно-конструкторское бюро О. К. Антонова                             | 20.09.1967      |
| 106 | Девочкин, Анемподист Сергеевич         | 19.08.1922—21.11.1995 | Государственный Краснознамённый научно-испытательный институт ВВС      | 16.08.1968      |
| 107 | Дедух, Сергей Григорьевич              | 14.09.1919—13.07.1996 | Государственный Краснознамённый научно-испытательный институт ВВС      | 24.01.1963      |
| 108 | Деев, Алексей Васильевич               | 02.02.1919—18.01.1990 | Горьковский авиационный завод                                          | 18.01.1962      |
| 109 | Дексбах, Михаил Сергеевич              | 02.02.1937—07.10.2006 | Опытно-конструкторское бюро А. С. Яковлева                             | 15.08.1980      |
| 110 | Демчак, Борис Яковлевич                | 26.12.1936—23.02.2012 | Казанский вертолётный завод                                            | 17.06.1980      |
| 111 | Демченко, Михаил Никифорович           | 29.09.1922—15.11.2004 | Воронежский авиационный завод                                          | 08.07.1967      |
| 112 | Демьяновский, Владимир Павлович        | род. 21.01.1937       | Опытно-конструкторское бюро имени Г. М. Бериева                        | 13.12.1989      |
| 113 | Дзюба, Иван Михайлович                 | 01.05.1918—12.10.1995 | Государственный Краснознамённый научно-испытательный институт ВВС      | 05.07.1961      |
| 114 | Добровольский, Владимир Валентинович   | 02.06.1930—18.06.2009 | Государственный Краснознамённый научно-испытательный институт ВВС      | 17.08.1970      |
| 115 | Добровольский, Владимир Юрьевич        | 08.08.1932—20.07.1995 | Опытно-конструкторское бюро имени А. Н. Туполева                       | 18.08.1977      |
| 116 | Доронин, Владимир Павлович             | род. 07.01.1947       | Государственный Краснознамённый научно-испытательный институт ВВС      | 18.08.1989      |
| 117 | Доценко, Фёдор Фролович                | 23.11.1923—18.12.2012 | Харьковский авиационный завод                                          | 20.09.1967      |
| 118 | Дружинин, Олег Всеволодович            | 05.04.1930—15.02.2001 | Лётно-исследовательский институт                                       | 17.08.1978      |
| 119 | Дубовой, Василий Фёдорович             | 10.04.1934—27.12.2021 | Луховицкий авиационный завод                                           | 18.08.1989      |
| 120 | Дыров, Виктор Александрович            | 24.11.1926—10.01.2005 | Новосибирский авиационный завод                                        | 17.08.1971      |
| 121 | Евдокимов, Владимир Михайлович         | 27.07.1929—21.06.2002 | Опытно-конструкторское бюро имени Н. И. Камова                         | 22.08.1972      |
| 122 | Евдокимов, Игорь Николаевич            | род. 25.11.1936       | Опытно-конструкторское бюро имени Н. И. Камова                         | 15.08.1986      |
| 123 | Екатов, Юрий Аркадьевич                | 09.05.1927—21.08.2014 | Научно-исследовательский лётно-испытательный центр                     | 28.08.1974      |
| 124 | Елисеев, Владимир Степанович           | 10.07.1923—07.01.2003 | Государственный Краснознамённый научно-испытательный институт ВВС      | 17.08.1970      |
| 125 | Елифёров, Виталий Васильевич           | 04.01.1916—05.03.1997 | Ташкентский авиационный завод                                          | 20.09.1967      |
| 126 | Елян, Эдуард Ваганович                 | 20.08.1926—06.04.2009 | Опытно-конструкторское бюро имени А. Н. Туполева                       | 20.09.1967      |
| 127 | Енютин, Валентин Георгиевич            | 30.12.1936—07.01.2011 | Научно-исследовательский лётно-испытательный центр                     | 15.08.1980      |
| 128 | Есиков, Александр Семёнович            | 21.06.1921—26.12.1993 | Куйбышевский авиационный завод                                         | 20.09.1967      |
| 129 | Ефимов, Александр Александрович        | 13.09.1914—18.12.1989 | Лётно-исследовательский институт                                       | 23.09.1961      |
| 130 | Ефимов, Владимир Иванович              | 25.04.1935—01.07.2024 | Государственный Краснознамённый научно-испытательный институт ВВС      | 14.08.1987      |
| 131 | Жен, Николай Анатольевич               | 01.12.1928—25.05.2011 | Казанский филиал Опытно-конструкторского бюро имени М. Л. Миля         | 17.08.1979      |
| 132 | Жильцов, Виталий Анатольевич           | 16.05.1938—30.04.2024 | Лётно-исследовательский институт имени М. М. Громова                   | 13.12.1989      |
| 133 | Журавлёв, Виталий Павлович             | 25.04.1939—23.01.1993 | Феодосийский филиал Опытно-конструкторского бюро имени Н. И. Камова    | 16.08.1990      |
| 134 | Жучков, Юрий Васильевич                | род. 30.08.1945       | Государственный Краснознамённый научно-испытательный институт ВВС      | 18.08.1989      |
| 135 | Заболотский, Виктор Васильевич         | род. 19.04.1946       | Лётно-исследовательский институт имени М. М. Громова                   | 13.12.1989      |
| 136 | Зайцев, Пётр Андреевич                 | 22.12.1916—29.12.1998 | Научно-исследовательский лётно-испытательный центр                     | 16.11.1973      |
| 137 | Закиров, Игорь Рауфович                | род. 02.01.1945       | Опытно-конструкторское бюро имени С. В. Ильюшина                       | 16.08.1990      |
| 138 | Залюбовский, Валентин Адольфович       | 22.07.1930—01.07.2002 | Опытно-конструкторское бюро О. К. Антонова                             | 17.08.1979      |
| 139 | Замятин, Николай Александрович         | 22.05.1916—12.06.1994 | Лётно-исследовательский институт                                       | 21.08.1964      |
| 140 | Захаров, Вадим Михайлович              | 09.05.1923—01.07.1999 | Луховицкий авиационный завод                                           | 10.12.1964      |
| 141 | Захаров, Евгений Кузьмич               | 06.04.1927—21.03.2023 | Научно-исследовательский лётно-испытательный центр                     | 16.08.1985      |
| 142 | Захаров, Николай Павлович              | 20.12.1915—16.10.1990 | Государственный Краснознамённый научно-испытательный институт ВВС      | 14.03.1961      |
| 143 | Земсков, Борис Владимирович            | 13.09.1922—02.01.2002 | Опытно-конструкторское бюро имени М. Л. Миля                           | 20.09.1967      |
| 144 | Зинченко, Михаил Матвеевич             | 29.06.1921—07.02.1983 | Харьковский авиационный завод                                          | 16.08.1974      |
| 145 | Золотухин, Виктор Антонович            | род. 05.01.1938       | Казанский вертолётный завод                                            | 04.10.1989      |
| 146 | Иванов, Александр Дмитриевич           | род. 15.02.1929       | Государственный Краснознамённый научно-испытательный институт ВВС      | 17.08.1970      |
| 147 | Иванов, Анатолий Александрович         | 20.04.1942—27.08.2000 | Опытно-конструкторское бюро имени П. О. Сухого                         | 17.08.1984      |
| 148 | Иванов, Валентин Фёдорович             | 19.03.1931—11.12.1990 | Государственный Краснознамённый научно-испытательный институт ВВС      | 16.08.1974      |
| 149 | Иванов, Василий Гаврилович             | 13.03.1916—08.05.1969 | Государственный Краснознамённый научно-испытательный институт ВВС      | 07.10.1959      |
| 150 | Иванов, Николай Николаевич             | 10.10.1934—…01.2007   | Иркутский авиационный завод                                            | 18.08.1988      |
| 151 | Иващенко, Борис Дмитриевич             | 02.04.1940—19.05.2023 | Научно-исследовательский лётно-испытательный центр                     | 04.10.1989      |
| 152 | Ивченко, Юрий Григорьевич              | 04.10.1940—19.10.2024 | Лётно-исследовательский институт имени М. М. Громова                   | 18.12.1991      |
| 153 | Изгейм, Владимир Николаевич            | 05.03.1923—02.11.1986 | Лётно-исследовательский институт                                       | 20.09.1967      |
| 154 | Ильюшин, Владимир Сергеевич            | 31.03.1927—01.03.2010 | Опытно-конструкторское бюро имени П. О. Сухого                         | 09.06.1966      |
| 155 | Исаев, Анатолий Михайлович             | 03.07.1926—03.10.2012 | Саратовский авиационный завод                                          | 14.08.1975      |
| 156 | Исаев, Геннадий Сергеевич              | 29.03.1936—30.01.2016 | Опытно-конструкторское бюро имени Н. И. Камова                         | 04.10.1989      |
| 157 | Исаков, Александр Николаевич           | 07.02.1937—04.10.1995 | Опытно-конструкторское бюро имени П. О. Сухого                         | 18.08.1983      |
| 158 | Кабрелёв, Пётр Филиппович              | 10.05.1921—08.02.2001 | Государственный Краснознамённый научно-испытательный институт ВВС      | 10.12.1963      |
| 159 | Казаков, Александр Ильич               | 11.03.1922—20.08.1976 | Куйбышевский авиационный завод                                         | 20.09.1967      |
| 160 | Казарян, Норайр Вагинакович            | 13.11.1932—27.01.2016 | Государственный Краснознамённый научно-испытательный институт ВВС      | 16.08.1974      |
| 161 | Казин, Николай Николаевич              | 11.02.1937—09.01.1988 | Луховицкий авиационный завод                                           | 16.08.1985      |
| 162 | Казьмин, Пётр Иванович                 | 20.12.1915—07.01.2010 | Лётно-исследовательский институт                                       | 09.06.1966      |
| 163 | Калина, Александр Данилович            | 16.03.1911—15.03.1988 | Опытно-конструкторское бюро А. Н. Туполева                             | 23.09.1961      |
| 164 | Калинин, Владимир Антонович            | 02.09.1922—08.04.1982 | Опытно-конструкторское бюро О. К. Антонова                             | 22.08.1972      |
| 165 | Калюжный, Иван Демьянович              | 09.10.1930—22.05.2017 | Горьковский авиационный завод                                          | 16.08.1974      |
| 166 | Капорцев, Василий Владимирович         | род. 15.01.1932       | Государственный Краснознамённый научно-испытательный институт ВВС      | 13.08.1976      |
| 167 | Капрэлян, Рафаил Иванович              | 05.05.1909—12.07.1984 | Опытно-конструкторское бюро имени М. Л. Миля                           | 23.09.1961      |
| 168 | Каравашкин, Анатолий Алексеевич        | 01.12.1934—04.11.2013 | Горьковский авиационный завод                                          | 18.08.1988      |
| 169 | Карапетян, Гурген Рубенович            | 09.12.1936—06.12.2021 | Опытно-конструкторское бюро имени М. Л. Миля                           | 15.08.1986      |
| 170 | Карелин, Иван Вячеславович             | 19.05.1924—14.05.2001 | Горьковский авиационный завод                                          | 13.05.1970      |
| 171 | Каримов, Амир Хабибулович              | 20.04.1915—23.10.1976 | Казанский авиационный завод                                            | 09.06.1966      |
| 172 | Картавенко, Валерий Серафимович        | 13.06.1944—03.01.2012 | Государственный Краснознамённый научно-испытательный институт ВВС      | 15.08.1986      |
| 173 | Квитковский, Константин Ильич          | 19.05.1916—28.03.1987 | Горьковский авиационный завод                                          | 21.02.1969      |
| 174 | Квочур, Анатолий Николаевич            | 16.04.1952—15.04.2024 | Опытно-конструкторское бюро имени А. И. Микояна                        | 06.11.1990      |
| 175 | Кетов, Юрий Николаевич                 | 12.09.1927—16.01.2002 | Опытно-конструкторское бюро О. К. Антонова                             | 28.08.1974      |
| 176 | Кипелкин, Виктор Сергеевич             | 24.12.1922—09.07.1984 | Государственный Краснознамённый научно-испытательный институт ВВС      | 10.12.1964      |
| 177 | Киржаев, Михаил Петрович               | 05.02.1927—01.06.1979 | Лётно-исследовательский институт                                       | 13.05.1970      |
| 178 | Кирсанов, Виктор Иванович              | род. 25.07.1932       | Лётно-исследовательский институт                                       | 18.08.1977      |
| 179 | Климов, Евгений Александрович          | 01.01.1923—13.02.2017 | Государственный Краснознамённый научно-испытательный институт ВВС      | 17.09.1965      |
| 180 | Княгиничев, Эдуард Павлович            | 29.11.1929—09.12.2000 | Лётно-исследовательский институт                                       | 16.11.1973      |
| 181 | Князев, Эдуард Николаевич              | 20.05.1926—05.04.2008 | Государственный Краснознамённый научно-испытательный институт ВВС      | 08.07.1967      |
| 182 | Ковалёв, Валентин Фёдорович            | 29.07.1914—30.11.1972 | Опытно-конструкторское бюро А. Н. Туполева                             | 16.03.1963      |
| 183 | Ковалёв, Геннадий Фёдорович            | 27.11.1936—03.06.2022 | Воронежский авиационный завод                                          | 16.08.1985      |
| 184 | Коваленко, Евгений Семёнович           | 26.01.1939—23.02.2017 | Управление лётной службы Министерства авиационной промышленности СССР  | 15.08.1991      |
| 185 | Козлов, Михаил Васильевич (лётчик)     | 05.11.1928—03.06.1973 | Опытно-конструкторское бюро А. Н. Туполева                             | 22.08.1972      |
| 186 | Коккинаки, Владимир Константинович     | 25.06.1904—07.01.1985 | Опытно-конструкторское бюро имени С. В. Ильюшина                       | 17.02.1959      |
| 187 | Коккинаки, Константин Константинович   | 11.03.1910—04.03.1990 | Опытно-конструкторское бюро А. И. Микояна                              | 16.03.1963      |
| 188 | Коковкин, Владимир Алексеевич          | 19.09.1933—17.10.2011 | Луховицкий авиационный завод                                           | 17.08.1978      |
| 189 | Колков, Эдуард Максимович              | 29.11.1932—02.07.2006 | Государственный Краснознамённый научно-испытательный институт ВВС      | 17.08.1978      |
| 190 | Колосов, Арсений Леонидович            | 24.11.1928—06.04.1995 | Опытно-конструкторское бюро имени А. С. Яковлева                       | 16.11.1973      |
| 191 | Колошенко, Василий Петрович            | 24.05.1922—17.02.2015 | Опытно-конструкторское бюро имени М. Л. Миля                           | 28.08.1974      |
| 192 | Комаров, Василий Архипович             | 10.02.1924—18.09.1983 | Лётно-исследовательский институт                                       | 21.08.1964      |
| 193 | Кондауров, Владимир Николаевич         | род. 28.10.1942       | Государственный Краснознамённый научно-испытательный институт ВВС      | 15.08.1980      |
| 194 | Кондратенко, Владимир Григорьевич      | род. 01.07.1942       | Лётно-исследовательский институт имени М. М. Громова                   | 04.10.1989      |
| 195 | Кононенко, Олег Григорьевич            | 16.08.1938—08.09.1980 | Лётно-исследовательский институт                                       | 15.08.1980      |
| 196 | Копиченко, Андрей Антонович            | 23.01.1920—29.08.1978 | Группа контроля работы испытателей военных приёмок в Главном штабе ВВС | 18.01.1962      |
| 197 | Коробко, Григорий Яковлевич            | 09.01.1907—25.10.1985 | Харьковский авиационный завод                                          | 16.03.1963      |
| 198 | Коровушкин, Николай Иванович           | 19.03.1921—04.07.2003 | Государственный Краснознамённый научно-испытательный институт ВВС      | 14.03.1961      |
| 199 | Короткий, Владимир Петрович            | 23.01.1942—11.04.2025 | Лётно-исследовательский институт имени М. М. Громова                   | 04.10.1989      |
| 200 | Костин, Владимир Иванович              | 24.04.1949—22.12.2021 | Государственный Краснознамённый научно-испытательный институт ВВС      | 18.08.1989      |
| 201 | Косякин, Александр Павлович            | 15.09.1932—09.08.2018 | Куйбышевский авиационный завод                                         | 18.08.1988      |
| 202 | Котельников, Михаил Михайлович         | 14.07.1930—22.05.2002 | Лётно-исследовательский институт                                       | 14.08.1975      |
| 203 | Котлов, Валерий Васильевич             | 02.05.1947—11.02.2019 | Государственный Краснознамённый научно-испытательный институт ВВС      | 16.08.1990      |
| 204 | Котлов, Василий Сергеевич              | 02.01.1919—23.10.2015 | Государственный Краснознамённый научно-испытательный институт ВВС      | 14.03.1961      |
| 205 | Котович, Владислав Николаевич          | 04.12.1937—30.10.2013 | Государственный научно-исследовательский институт гражданской авиации  | 18.12.1991      |
| 206 | Кочетков, Андрей Григорьевич           | 15.05.1908—01.05.1990 | Опытно-конструкторское бюро С. А. Лавочкина                            | 17.02.1959      |
| 207 | Кочетков, Павел Фёдорович              | 29.01.1944—01.06.2025 | Лётно-исследовательский институт имени М. М. Громова                   | 18.12.1991      |
| 208 | Кравченко, Вадим Иванович              | 17.10.1916—16.11.1991 | Государственный Краснознамённый научно-испытательный институт ВВС      | 10.12.1964      |
| 209 | Красильников, Владимир Алексеевич      | род. 01.08.1934       | Лётно-исследовательский институт                                       | 13.08.1976      |
| 210 | Крыжановский, Владимир Иванович        | 06.03.1931—09.01.2010 | Лётно-исследовательский институт                                       | 14.08.1975      |
| 211 | Крылов, Юрий Яковлевич                 | 19.02.1927—11.10.2004 | Государственный Краснознамённый научно-испытательный институт ВВС      | 17.08.1979      |
| 212 | Кувшинов, Леонид Михайлович            | 05.08.1914—18.08.1973 | Государственный Краснознамённый научно-испытательный институт ВВС      | 07.10.1959      |
| 213 | Кузнецов, Виктор Евдокимович           | 31.03.1930—23.08.2007 | Горьковский авиационный завод                                          | 15.08.1980      |
| 214 | Кузнецов, Виктор Игнатьевич            | 10.02.1923—24.12.1997 | Государственный Краснознамённый научно-испытательный институт ВВС      | 24.01.1963      |
| 215 | Кузнецов, Эдуард Иванович              | 08.11.1928—15.06.2007 | Опытно-конструкторское бюро имени С. В. Ильюшина                       | 22.08.1972      |
| 216 | Кукушев, Евгений Кузьмич               | 05.02.1925—14.02.1995 | Опытно-конструкторское бюро имени П. О. Сухого                         | 21.02.1969      |
| 217 | Кулик, Анатолий Михайлович             | 17.03.1933—20.08.2020 | Научно-исследовательский лётно-испытательный центр                     | 12.08.1982      |
| 218 | Кульчицкий, Николай Евгеньевич         | 27.07.1929—28.01.1982 | Опытно-конструкторское бюро А. Н. Туполева                             | 17.08.1979      |
| 219 | Куприянов, Юрий Михайлович             | 18.08.1923—04.02.1992 | Опытно-конструкторское бюро Г. М. Бериева                              | 16.11.1973      |
| 220 | Курлин, Юрий Владимирович              | 17.09.1929—27.02.2018 | Опытно-конструкторское бюро О. К. Антонова                             | 22.08.1972      |
| 221 | Кучеренко, Анатолий Петрович           | 02.01.1937—03.12.2003 | Экспериментальный машиностроительный завод имени В. М. Мясищева        | 04.10.1989      |
| 222 | Кушнерёв, Виктор Кузьмич               | 01.05.1938—29.09.2012 | Воронежский авиационный завод                                          | 14.08.1987      |
| 223 | Лаврентьев, Сталь Александрович        | 03.10.1934—28.08.1973 | Государственный Краснознамённый научно-испытательный институт ВВС      | 17.08.1973      |
| 224 | Лаптев, Иван Алексеевич                | 19.01.1919—17.12.2011 | Опытно-конструкторское бюро В. М. Мясищева                             | 20.09.1967      |
| 225 | Ларионов, Борис Владимирович           | 19.11.1941—03.02.1993 | Горьковский авиационный завод                                          | 16.08.1990      |
| 226 | Ларюшин, Евгений Иванович              | 14.01.1934—03.04.1985 | Опытно-конструкторское бюро имени Н. И. Камова                         | 17.08.1978      |
| 227 | Лебединский, Эдуард Аркадьевич         | 20.04.1942—11.10.2012 | Лётно-исследовательский институт имени М. М. Громова                   | 04.10.1989      |
| 228 | Лёвушкин, Пётр Григорьевич             | 12.01.1932—08.01.2017 | Лётно-исследовательский институт                                       | 18.08.1983      |
| 229 | Левченко, Анатолий Семёнович           | 21.05.1941—06.08.1988 | Лётно-исследовательский институт                                       | 15.08.1986      |
| 230 | Лешкович, Станислав Константинович     | 10.08.1932—21.01.2014 | Горьковский авиационный завод                                          | 14.08.1975      |
| 231 | Лойчиков, Владислав Ильич              | 24.03.1937—23.10.2024 | Лётно-исследовательский институт                                       | 17.08.1979      |
| 232 | Лунц, Борис Григорьевич                | 08.05.1908—05.02.1997 | Научно-исследовательский лётно-испытательный центр                     | 21.08.1964      |
| 233 | Лысенко, Георгий Иванович              | 06.05.1912—12.03.1987 | Опытно-конструкторское бюро О. К. Антонова                             | 09.06.1966      |
| 234 | Львов, Борис Леонидович                | 11.03.1931—20.03.2023 | Государственный Краснознамённый научно-испытательный институт ВВС      | 16.08.1974      |
| 235 | Любин, Алексей Петрович                | 02.04.1933—23.03.2015 | Луховицкий авиационный завод                                           | 17.08.1973      |
| 236 | Мазурин, Александр Ефимович            | род. 01.09.1945       | Тбилисский авиационный завод                                           | 18.12.1991      |
| 237 | Макаров, Аркадий Павлович              | род. 01.05.1938       | Лётно-исследовательский институт имени М. М. Громова                   | 14.08.1987      |
| 238 | Максименков, Владимир Борисович        | 13.05.1945—06.09.1995 | Иркутский авиационный завод                                            | 18.12.1991      |
| 239 | Малинин, Николай Алексеевич            | 04.06.1924—07.09.2002 | Государственный научно-исследовательский институт гражданской авиации  | 15.08.1980      |
| 240 | Манучаров, Андрей Арсенович            | 07.06.1917—15.09.2001 | Государственный Краснознамённый научно-испытательный институт ВВС      | 08.07.1967      |
| 241 | Марков, Иван Иванович                  | 16.10.1923—21.12.2020 | Луховицкий авиационный завод                                           | 18.08.1972      |
| 242 | Мартьянов, Дмитрий Павлович            | 19.11.1931—18.12.2007 | Куйбышевский авиационный завод                                         | 14.08.1981      |
| 243 | Матвеев, Владимир Николаевич           | 13.06.1946—21.01.2023 | Опытно-конструкторское бюро А. Н. Туполева                             | 04.10.1989      |
| 244 | Матвеев, Владимир Семёнович            | 15.02.1930—23.12.2001 | Казанский вертолётный завод                                            | 17.08.1979      |
| 245 | Машковцев, Борис Вячеславович          | 09.07.1922—23.11.1973 | Казанский авиационный завод                                            | 22.08.1972      |
| 246 | Мезох, Владимир Чемгуевич              | 06.01.1929—08.12.2015 | Государственный научно-исследовательский институт гражданской авиации  | 14.08.1975      |
| 247 | Мелешко, Алексей Степанович            | 27.02.1938—14.10.2013 | Опытно-конструкторское бюро А. Н. Туполева                             | 16.08.1985      |
| 248 | Меницкий, Валерий Евгеньевич           | 08.02.1944—15.01.2008 | Опытно-конструкторское бюро имени А. И. Микояна                        | 18.08.1983      |
| 249 | Мигунов, Валерий Валентинович          | род. 09.02.1936       | Государственный Краснознамённый научно-испытательный институт ВВС      | 14.08.1981      |
| 250 | Микоян, Степан Анастасович             | 12.07.1922—24.03.2017 | Государственный Краснознамённый научно-испытательный институт ВВС      | 10.12.1963      |
| 251 | Милютичев, Егор Филиппович             | 01.10.1922—25.10.2008 | Лётно-исследовательский институт                                       | 20.09.1967      |
| 252 | Минеев, Александр Степанович           | 22.08.1922—23.11.1998 | Государственный Краснознамённый научно-испытательный институт ВВС      | 15.08.1969      |
| 253 | Миненко, Леонид Иванович               | 17.03.1923—10.10.2007 | Горьковский авиационный завод                                          | 21.08.1964      |
| 254 | Митиков, Юрий Иванович                 | 20.02.1941—24.01.2013 | Опытно-конструкторское бюро А. С. Яковлева                             | 14.08.1987      |
| 255 | Михайлов, Михаил Иванович              | 06.11.1913—30.11.1996 | Куйбышевский авиационный завод                                         | 23.09.1961      |
| 256 | Михайлов, Николай Иванович             | 12.11.1934—20.08.2013 | Государственный Краснознамённый научно-испытательный институт ВВС      | 15.08.1980      |
| 257 | Молотков, Анатолий Павлович            | 16.04.1921—05.09.2005 | Государственный Краснознамённый научно-испытательный институт ВВС      | 10.12.1963      |
| 258 | Молчанов, Михаил Максимович            | 21.11.1930—29.01.2015 | Киевский авиационный завод                                             | 17.08.1984      |
| 259 | Морозов, Владимир Михайлович           | 07.03.1932—26.10.2015 | Новосибирский авиационный завод                                        | 14.08.1975      |
| 260 | Мосолов, Владимир Емельянович          | род. 21.02.1944       | Государственный Краснознамённый научно-испытательный институт ВВС      | 16.08.1990      |
| 261 | Мосолов, Георгий Константинович        | 03.05.1926—17.03.2018 | Опытно-конструкторское бюро А. И. Микояна                              | 20.09.1967      |
| 262 | Мостовой, Валерий Ильич                | 27.05.1944—27.04.1997 | Государственный Краснознамённый научно-испытательный институт ВВС      | 16.08.1990      |
| 263 | Мочалов, Борис Дмитриевич              | 20.05.1931—01.08.2001 | Научно-исследовательский лётно-испытательный центр                     | 18.08.1977      |
| 264 | Музыка, Валерий Нестерович             | 12.10.1944—14.12.2011 | Государственный Краснознамённый научно-испытательный институт ВВС      | 14.08.1987      |
| 265 | Муравьёв, Александр Андреевич          | 08.04.1937—28.01.2024 | Лётно-исследовательский институт                                       | 12.08.1982      |
| 266 | Мухин, Валентин Григорьевич            | 20.12.1926—13.04.2005 | Опытно-конструкторское бюро А. С. Яковлева                             | 20.09.1967      |
| 267 | Наталуха, Владимир Павлович            | 28.02.1923—28.01.2015 | Казанский вертолётный завод                                            | 18.08.1977      |
| 268 | Никитин, Евгений Михайлович            | 17.04.1931—04.11.2011 | Государственный Краснознамённый научно-испытательный институт ВВС      | 15.08.1980      |
| 269 | Никонов, Алексей Яковлевич             | род. 09.12.1933       | Казанский авиационный завод                                            | 16.08.1974      |
| 270 | Ноздрачёв, Игорь Иванович              | 10.12.1935—16.12.2005 | Луховицкий авиационный завод                                           | 15.08.1980      |
| 271 | Нуждин, Николай Иванович               | 02.01.1925—09.08.2001 | Лётно-исследовательский институт                                       | 22.08.1972      |
| 272 | Нюхтиков, Михаил Александрович         | 16.06.1906—05.05.1998 | Опытно-конструкторское бюро А. Н. Туполева                             | 17.02.1959      |
| 273 | Обелов, Александр Николаевич           | род. 30.07.1941       | Государственный Краснознамённый научно-испытательный институт ВВС      | 12.08.1982      |
| 274 | Олейников, Борис Владимирович          | 15.05.1943—23.11.2010 | Государственный Краснознамённый научно-испытательный институт ВВС      | 18.08.1988      |
| 275 | Опадчий, Фёдор Фёдорович               | 14.01.1907—10.04.1996 | Опытно-конструкторское бюро В. М. Мясищева                             | 17.02.1959      |
| 276 | Орлов, Борис Антонович                 | 09.01.1934—30.10.2000 | Опытно-конструкторское бюро имени А. И. Микояна                        | 17.08.1979      |
| 277 | Остапенко, Петр Максимович             | 17.09.1928—08.04.2012 | Опытно-конструкторское бюро имени А. И. Микояна                        | 16.11.1973      |
| 278 | Павленко, Анатолий Васильевич          | род. 23.10.1946       | Государственный Краснознамённый научно-испытательный институт ВВС      | 15.08.1991      |
| 279 | Павлов, Валерий Викторович             | 18.01.1939—09.09.1994 | Опытно-конструкторское бюро А. Н. Туполева                             | 13.12.1989      |
| 280 | Павлов, Василий Георгиевич             | 18.04.1916—06.12.2017 | Конструкторское бюро № 1                                               | 21.08.1964      |
| 281 | Павлов, Юрий Николаевич                | 17.11.1923—09.08.2017 | Лётно-исследовательский институт                                       | 17.08.1979      |
| 282 | Пантюхин, Александр Харламович         | 27.09.1932—17.07.2008 | Лётно-исследовательский институт                                       | 13.08.1976      |
| 283 | Петерин, Леонид Никитович              | 03.01.1927—15.04.1985 | Государственный Краснознамённый научно-испытательный институт ВВС      | 15.08.1969      |
| 284 | Петляков, Михаил Владимирович          | 26.12.1928—13.08.1990 | Харьковский авиационный завод                                          | 16.11.1973      |
| 285 | Петров, Вадим Иванович                 | 17.05.1931—31.01.2009 | Государственный Краснознамённый научно-испытательный институт ВВС      | 17.08.1970      |
| 286 | Петров, Сергей Васильевич              | 15.10.1923—14.12.1998 | Государственный Краснознамённый научно-испытательный институт ВВС      | 18.08.1972      |
| 287 | Петухов, Степан Георгиевич             | 18.09.1911—30.06.1967 | Луховицкий авиационный завод                                           | 16.03.1963      |
| 288 | Петушков, Михаил Львович               | 24.12.1920—19.09.1988 | Лётно-исследовательский институт                                       | 13.08.1976      |
| 289 | Плаксин, Василий Денисович             | 21.12.1921—10.01.1992 | Лётно-исследовательский институт                                       | 09.06.1966      |
| 290 | Подольный, Владимир Кузьмич            | 18.06.1920—26.09.1992 | Государственный Краснознамённый научно-испытательный институт ВВС      | 17.09.1965      |
| 291 | Поздняков, Михаил Иванович             | род. 07.10.1947       | Государственный Краснознамённый научно-испытательный институт ВВС      | 18.08.1989      |
| 292 | Полунин, Михаил Иванович               | 27.09.1938—21.08.2014 | Научно-исследовательский лётно-испытательный центр                     | 16.08.1990      |
| 293 | Попков, Борис Захарович                | 10.07.1921—18.01.1987 | Новосибирский авиационный завод                                        | 09.06.1966      |
| 294 | Попов, Александр Фёдорович             | 31.12.1940—02.02.2009 | Государственный Краснознамённый научно-испытательный институт ВВС      | 14.08.1981      |
| 295 | Попов, Владислав Дмитриевич            | 26.03.1930—15.04.2006 | Государственный научно-исследовательский институт гражданской авиации  | 18.08.1977      |
| 296 | Попов, Сергей Николаевич               | 24.07.1938—07.10.2013 | Государственный научно-исследовательский институт гражданской авиации  | 16.08.1990      |
| 297 | Пранцкявичус, Витаутас Стасисович      | 15.04.1932—27.08.2008 | Иркутский авиационный завод                                            | 14.08.1975      |
| 298 | Привалов, Леонид Валентинович          | род. 27.02.1942       | Группа контроля работы испытателей военных приёмок в Главном штабе ВВС | 15.08.1991      |
| 299 | Припусков, Олег Игоревич               | 17.09.1946—08.10.1996 | Государственный Краснознамённый научно-испытательный институт ВВС      | 14.08.1987      |
| 300 | Провалов, Геннадий Вадимович           | 06.03.1938—14.09.2022 | Государственный научно-исследовательский институт гражданской авиации  | 18.12.1991      |
| 301 | Пронин, Юрий Александрович             | 27.01.1940—06.10.2002 | Казанский вертолётный завод                                            | 16.08.1990      |
| 302 | Пронякин, Владимир Михайлович          | 16.06.1924—26.08.2008 | Лётно-исследовательский институт                                       | 13.05.1970      |
| 303 | Прошин, Василий Андреевич              | 05.06.1919—24.07.2006 | Научно-исследовательский лётно-испытательный центр                     | 22.08.1972      |
| 304 | Пряничников, Евгений Николаевич        | 04.07.1921—21.10.1984 | Научно-исследовательский лётно-испытательный центр                     | 21.08.1964      |
| 305 | Пугачёв, Виктор Георгиевич             | род. 08.08.1948       | Опытно-конструкторское бюро имени П. О. Сухого                         | 18.12.1991      |
| 306 | Пукито, Гелий Александрович            | 09.10.1931—18.05.2004 | Горьковский авиационный завод                                          | 14.08.1981      |
| 307 | Работа, Василий Григорьевич            | 12.02.1931—13.06.2024 | Саратовский авиационный завод                                          | 16.08.1985      |
| 308 | Ревунов, Евгений Георгиевич            | 28.03.1944—19.09.2013 | Опытно-конструкторское бюро имени П. О. Сухого                         | 18.12.1991      |
| 309 | Решетняк, Иван Семёнович               | 05.08.1935—06.11.2002 | Воронежский авиационный завод                                          | 12.08.1982      |
| 310 | Родионов, Олег Александрович           | род. 03.01.1940       | Научно-исследовательский лётно-испытательный центр                     | 18.12.1991      |
| 311 | Русакова, Нина Ивановна                | 25.01.1915—12.11.1997 | Государственный Краснознамённый научно-испытательный институт ВВС      | 07.10.1959      |
| 312 | Рухлядко, Николай Васильевич           | 15.03.1938—15.09.1981 | Государственный Краснознамённый научно-испытательный институт ВВС      | 17.08.1979      |
| 313 | Рыбиков, Леонид Денисович              | 06.08.1930—24.12.1976 | Лётно-исследовательский институт                                       | 28.08.1974      |
| 314 | Рыбко, Николай Степанович              | 26.03.1911—28.08.1977 | Опытно-конструкторское бюро А. Н. Туполева                             | 17.02.1959      |
| 315 | Рыжков, Николай Григорьевич            | род. 01.01.1948       | Государственный Краснознамённый научно-испытательный институт ВВС      | 16.08.1990      |
| 316 | Рындин, Виктор Васильевич              | 07.08.1942—15.10.2018 | Опытно-конструкторское бюро имени А. И. Микояна                        | 15.08.1986      |
| 317 | Рябий, Владимир Кириллович             | род. 01.04.1933       | Государственный Краснознамённый научно-испытательный институт ВВС      | 18.08.1977      |
| 318 | Савченков, Сергей Иванович             | 08.08.1920—21.09.1983 | Киевский авиационный завод                                             | 21.08.1964      |
| 319 | Садкин, Николай Ефимович               | 15.12.1935—21.07.2004 | Научно-исследовательский институт парашютостроения                     | 18.12.1991      |
| 320 | Садовников Николай Фёдорович           | 25.10.1946—22.07.1994 | Опытно-конструкторское бюро имени П. О. Сухого                         | 04.10.1989      |
| 321 | Самоваров, Василий Андреевич           | 14.01.1931—05.05.2009 | Опытно-конструкторское бюро О. К. Антонова                             | 18.08.1983      |
| 322 | Самусев, Валентин Михайлович           | 01.02.1938—01.04.2025 | Научно-исследовательский лётно-испытательный центр                     | 18.08.1988      |
| 323 | Самусев, Михаил Алексеевич             | 06.09.1913—24.06.1976 | Научно-исследовательский лётно-испытательный центр                     | 21.08.1964      |
| 324 | Сарыгин, Александр Васильевич          | 09.11.1920—11.07.1960 | Государственный Краснознамённый научно-испытательный институт ВВС      | 07.10.1959      |
| 325 | Сафонов, Александр Николаевич (летчик) | 12.06.1923—13.10.1979 | Воронежский авиационный завод                                          | 20.09.1967      |
| 326 | Свиридов, Василий Игнатьевич           | род. 22.02.1935       | Ташкентский авиационный завод                                          | 18.12.1991      |
| 327 | Севанькаев, Владимир Андреевич         | 19.07.1935—02.05.2004 | Опытно-конструкторское бюро А. Н. Туполева                             | 12.08.1982      |
| 328 | Седов, Григорий Александрович          | 15.01.1917—10.04.2014 | Опытно-конструкторское бюро имени А. И. Микояна                        | 17.02.1959      |
| 329 | Семёнов, Владимир Михайлович           | 26.04.1937—01.10.2016 | Лётно-исследовательский институт имени М. М. Громова                   | 16.08.1990      |
| 330 | Семенченко, Владимир Игнатьевич        | 15.06.1922—30.01.2001 | Ростовский вертолётный завод                                           | 22.08.1972      |
| 331 | Слабчук, Владимир Исаакович            | 11.11.1930—22.08.1993 | Лётно-исследовательский институт                                       | 14.08.1975      |
| 332 | Смелов, Валерий Рафаилович             | 08.03.1950—09.10.2019 | Государственный Краснознамённый научно-испытательный институт ВВС      | 15.08.1991      |
| 333 | Смирнов, Алексей Васильевич            | 16.02.1915—26.08.1991 | Конструкторское бюро № 1                                               | 16.03.1963      |
| 334 | Смирнов, Владимир Павлович             | 28.07.1923—11.09.1977 | Опытно-конструкторское бюро имени А. С. Яковлева                       | 09.06.1966      |
| 335 | Смирнов, Лев Александрович             | 05.12.1927—20.08.2003 | Опытно-конструкторское бюро имени А. С. Яковлева                       | 17.08.1978      |
| 336 | Смирнов, Николай Иванович              | 02.01.1937—09.10.2017 | Феодосийский филиал Опытно-конструкторского бюро имени М. Л. Миля      | 16.08.1990      |
| 337 | Соловьёв, Вячеслав Вадимович           | 02.09.1943—11.02.2003 | Государственный Краснознамённый научно-испытательный институт ВВС      | 16.08.1985      |
| 338 | Соловьёв, Евгений Степанович           | 01.01.1931—07.07.1978 | Опытно-конструкторское бюро имени П. О. Сухого                         | 16.11.1973      |
| 339 | Солодовников, Алексей Георгиевич       | 09.03.1922—27.10.1992 | Государственный Краснознамённый научно-испытательный институт ВВС      | 17.09.1965      |
| 340 | Сомов, Владимир Павлович               | 01.07.1935—14.03.2014 | Лётно-исследовательский институт имени М. М. Громова                   | 04.10.1989      |
| 341 | Сорокин, Иван Фёдорович                | 22.04.1919—25.11.1983 | Новосибирский авиационный завод                                        | 20.09.1967      |
| 342 | Сорокин, Юрий Михайлович               | 23.02.1922—02.03.1996 | Киевский авиационный завод                                             | 22.08.1972      |
| 343 | Станкявичюс, Римантас-Антанас Антано   | 26.07.1944—09.09.1990 | Лётно-исследовательский институт имени М. М. Громова                   | 04.10.1989      |
| 344 | Стариков, Анатолий Константинович      | 16.06.1920—18.04.1980 | Государственный Краснознамённый научно-испытательный институт ВВС      | 14.03.1961      |
| 345 | Старостенко, Геннадий Иванович         | 13.11.1932—27.06.2022 | Лётно-исследовательский институт                                       | 14.08.1981      |
| 346 | Старостин, Анатолий Григорьевич        | 06.06.1925—04.04.2010 | Государственный Краснознамённый научно-испытательный институт ВВС      | 16.08.1974      |
| 347 | Степанов, Борис Владимирович           | 15.06.1928—03.02.1997 | Опытно-конструкторское бюро О. К. Антонова                             | 14.08.1975      |
| 348 | Стогов, Николай Ильич                  | 02.05.1934—28.04.1982 | Государственный Краснознамённый научно-испытательный институт ВВС      | 17.08.1979      |
| 349 | Сухов, Юрий Владимирович               | 22.04.1923—06.05.1994 | Государственный Краснознамённый научно-испытательный институт ВВС      | 10.12.1963      |
| 350 | Сухов, Юрий Михайлович                 | 31.05.1929—29.12.2002 | Государственный Краснознамённый научно-испытательный институт ВВС      | 17.08.1971      |
| 351 | Сухомлин, Иван Моисеевич               | 19.05.1911—28.08.1993 | Опытно-конструкторское бюро А. Н. Туполева                             | 20.09.1960      |
| 352 | Сухомлинов, Иосиф Михайлович           | 20.01.1920—30.11.1985 | Научно-исследовательский лётно-испытательный центр                     | 22.08.1972      |
| 353 | Сучушкин, Станислав Сергеевич          | 27.12.1940—24.08.2001 | Государственный Краснознамённый научно-испытательный институт ВВС      | 16.08.1990      |
| 354 | Сушко, Андрей Семёнович                | 25.05.1923—20.08.1998 | Государственный Краснознамённый научно-испытательный институт ВВС      | 17.08.1971      |
| 355 | Сушко, Игорь Яковлевич                 | 08.04.1942—06.01.2017 | Новосибирский авиационный завод                                        | 16.08.1990      |
| 356 | Талалакин, Андрей Иванович             | 05.03.1938—17.04.2000 | Опытно-конструкторское бюро А. Н. Туполева                             | 17.08.1984      |
| 357 | Тарасов, Юрий Александрович            | 15.02.1939—19.06.2020 | Научно-исследовательский лётно-испытательный центр                     | 18.12.1991      |
| 358 | Тарощин, Леонид Иванович               | 07.03.1915—21.11.2003 | Научно-исследовательский лётно-испытательный центр                     | 16.03.1963      |
| 359 | Таюрский, Константин Дмитриевич        | 26.08.1922—03.09.2005 | Государственный Краснознамённый научно-испытательный институт ВВС      | 10.12.1964      |
| 360 | Твеленев, Михаил Степанович            | 20.07.1920—25.04.1985 | Государственный Краснознамённый научно-испытательный институт ВВС      | 14.03.1961      |
| 361 | Терентьев, Андрей Григорьевич          | 16.08.1911—23.12.1977 | Государственный Краснознамённый научно-испытательный институт ВВС      | 07.10.1959      |
| 362 | Терский, Владимир Иванович             | 21.12.1932—24.03.2019 | Опытно-конструкторское бюро О. К. Антонова                             | 18.08.1977      |
| 363 | Тимофеев, Анатолий Сергеевич           | 03.02.1927—02.08.2007 | Государственный Краснознамённый научно-испытательный институт ВВС      | 16.08.1974      |
| 364 | Тимощенко, Борис Георгиевич            | 18.11.1932—09.01.2020 | Луховицкий авиационный завод                                           | 15.08.1980      |
| 365 | Тишков, Юрий Михайлович                | род. 28.09.1948       | Государственный Краснознамённый научно-испытательный институт ВВС      | 15.08.1991      |
| 366 | Ткаченко, Владимир Андреевич           | 04.05.1932—26.07.2011 | Опытно-конструкторское бюро О. К. Антонова                             | 14.08.1981      |
| 367 | Трофимов, Виктор Петрович              | 25.04.1916—11.06.1998 | Конструкторское бюро № 1                                               | 23.09.1961      |
| 368 | Трусов, Николай Павлович               | 08.02.1921—12.02.1982 | Государственный Краснознамённый научно-испытательный институт ВВС      | 17.08.1970      |
| 369 | Тюрюмин, Александр Михайлович          | 18.02.1928—07.11.2019 | Опытно-конструкторское бюро имени С. В. Ильюшина                       | 28.08.1974      |
| 370 | Урбан, Олег Владимирович               | род. 01.05.1933       | Ростовский вертолётный завод                                           | 18.08.1983      |
| 371 | Урядов, Василий Евгеньевич             | 24.07.1934—15.01.1998 | Группа контроля работы испытателей военных приёмок в Главном штабе ВВС | 14.08.1981      |
| 372 | Усенко, Виктор Васильевич              | род. 19.02.1938       | Государственный Краснознамённый научно-испытательный институт ВВС      | 18.08.1989      |
| 373 | Фадеев, Леонид Николаевич              | 21.08.1920—02.10.1988 | Государственный Краснознамённый научно-испытательный институт ВВС      | 14.03.1961      |
| 374 | Фастовец, Авиард Гаврилович            | 05.07.1937—05.09.1991 | Опытно-конструкторское бюро имени А. И. Микояна                        | 12.08.1982      |
| 375 | Федотов, Александр Васильевич          | 23.06.1932—04.04.1984 | Опытно-конструкторское бюро имени А. И. Микояна                        | 21.02.1969      |
| 376 | Фирсов, Александр Иванович             | 16.09.1936—08.07.2015 | Лётно-исследовательский институт имени М. М. Громова                   | 18.08.1988      |
| 377 | Фокеев, Константин Иванович            | 24.10.1922—06.01.2000 | Ростовский вертолётный завод                                           | 17.08.1970      |
| 378 | Фоменко, Лев Васильевич                | 08.06.1927—19.05.2005 | Лётно-исследовательский институт                                       | 28.08.1974      |
| 379 | Хапов, Валентин Фёдорович              | 18.08.1913—07.10.1998 | Лётно-исследовательский институт                                       | 16.03.1963      |
| 380 | Харитонов Николай Николаевич           | 08.01.1922—26.05.1991 | Опытно-конструкторское бюро А. Н. Туполева                             | 13.05.1970      |
| 381 | Харченко, Юрий Никитич                 | 13.10.1930—21.10.2017 | Новосибирский авиационный завод                                        | 17.08.1978      |
| 382 | Хасьянов, Абдулла Хусейнович           | 29.10.1936—10.09.1994 | Опытно-конструкторское бюро имени Н. И. Камова                         | 18.08.1983      |
| 383 | Херодинов, Владимир Алексеевич         | 20.07.1938—22.06.1990 | Горьковский авиационный завод                                          | 16.08.1985      |
| 384 | Холупов, Александр Петрович            | 27.11.1936—12.06.2025 | Государственный Краснознамённый научно-испытательный институт ВВС      | 18.08.1983      |
| 385 | Хомяков, Владилен Павлович             | 01.09.1927—08.06.2015 | Государственный Краснознамённый научно-испытательный институт ВВС      | 14.08.1975      |
| 386 | Храпцов, Сергей Иванович               | род. 02.08.1949       | Государственный Краснознамённый научно-испытательный институт ВВС      | 16.08.1990      |
| 387 | Целков, Анатолий Михайлович            | 20.03.1933—28.05.1996 | Саратовский авиационный завод                                          | 15.08.1980      |
| 388 | Цой, Олег Григорьевич                  | 26.05.1944—21.02.2025 | Опытно-конструкторское бюро имени П. О. Сухого                         | 15.08.1986      |
| 389 | Цуварев, Валентин Иванович             | 10.06.1929—04.10.2007 | Государственный Краснознамённый научно-испытательный институт ВВС      | 14.08.1975      |
| 390 | Чабдаров, Ибрагим Базаевич             | 25.12.1916—10.04.1987 | Тбилисский авиационный завод                                           | 20.09.1967      |
| 391 | Чапаев, Юрий Фёдорович                 | род. 08.09.1944       | Опытно-конструкторское бюро имени М. Л. Миля                           | 16.08.1990      |
| 392 | Чельцов, Эдуард Николаевич             | 13.11.1933—29.05.1995 | Иркутский авиационный завод                                            | 14.08.1975      |
| 393 | Чиркин, Виктор Мартынович              | 13.07.1944—14.02.2022 | Государственный Краснознамённый научно-испытательный институт ВВС      | 18.08.1988      |
| 394 | Шалаевский, Александр Николаевич       | 15.02.1915—26.05.1975 | Луховицкий авиационный завод                                           | 27.05.1959      |
| 395 | Шаповал, Григорий Николаевич           | 12.03.1943—16.06.2021 | Опытно-конструкторское бюро А. Н. Туполева                             | 13.12.1989      |
| 396 | Шаров, Николай Александрович           | 18.11.1922—04.04.1996 | Государственный Краснознамённый научно-испытательный институт ВВС      | 18.08.1972      |
| 397 | Шаруев, Иван Сергеевич                 | 02.11.1916—02.10.1992 | Новосибирский авиационный завод                                        | 22.09.1960      |
| 398 | Шаховал, Василий Мефодьевич            | 05.03.1928—24.01.2003 | Научно-исследовательский лётно-испытательный центр                     | 14.08.1981      |
| 399 | Шевченко, Юрий Васильевич              | род. 06.08.1935       | Ростовский вертолётный завод                                           | 17.08.1984      |
| 400 | Шевяков, Юрий Алексеевич               | 25.12.1929—23.09.1998 | Опытно-конструкторское бюро имени А. С. Яковлева                       | 28.08.1974      |
| 401 | Шеффер, Юрий Петрович                  | 30.06.1947—05.06.2001 | Лётно-исследовательский институт имени М. М. Громова                   | 16.08.1990      |
| 402 | Шибаев, Николай Петрович               | 08.03.1922—20.02.2000 | Государственный Краснознамённый научно-испытательный институт ВВС      | 14.08.1975      |
| 403 | Шипицин, Александр Леонидович          | 21.02.1921—28.07.2012 | Научно-исследовательский лётно-испытательный центр                     | 14.08.1975      |
| 404 | Широкожухов, Виктор Родионович         | 16.08.1939—30.09.2015 | Государственный Краснознамённый научно-испытательный институт ВВС      | 16.08.1990      |
| 405 | Шишкин, Георгий Николаевич             | 04.03.1940—18.09.2011 | Опытно-конструкторское бюро имени Н. И. Камова                         | 14.08.1987      |
| 406 | Шишов, Павел Иванович                  | 01.01.1919—09.01.1993 | Государственный Краснознамённый научно-испытательный институт ВВС      | 10.12.1963      |
| 407 | Шиянов, Георгий Михайлович             | 07.12.1915—13.12.1995 | Лётно-исследовательский институт                                       | 17.02.1959      |
| 408 | Шкурко, Николай Константинович         | род. 03.10.1943       | Государственный Краснознамённый научно-испытательный институт ВВС      | 18.08.1989      |
| 409 | Шлюпиков, Геннадий Борисович           | 12.08.1934—29.09.2013 | Научно-исследовательский лётно-испытательный центр                     | 16.08.1985      |
| 410 | Шульгин, Василий Митрофанович          | 22.12.1913—19.06.1981 | Авиационный завод № 23 (г. Москва)                                     | 27.05.1959      |
| 411 | Щелкунов, Адольф Петрович              | 05.05.1933—17.02.2006 | Горьковский авиационный завод                                          | 12.08.1982      |
| 412 | Щербаков, Александр Александрович      | 15.09.1925—29.11.2013 | Лётно-исследовательский институт                                       | 20.09.1967      |
| 413 | Щербина, Борис Александрович           | 30.01.1930—16.07.2000 | Государственный Краснознамённый научно-испытательный институт ВВС      | 18.08.1983      |
| 414 | Элькинбард, Михаил Наумович            | 30.05.1922—13.12.1980 | Горьковский авиационный завод                                          | 22.08.1972      |
| 415 | Юмашев, Борис Иванович                 | 29.02.1932—26.07.2002 | Лётно-исследовательский институт                                       | 28.08.1974      |
| 416 | Юмашев, Юрий Иванович                  | 29.02.1932—19.09.1977 | Лётно-исследовательский институт                                       | 28.08.1974      |
| 417 | Юрсков, Николай Иванович               | род. 07.01.1935       | Государственный научно-исследовательский институт Гражданской авиации  | 16.08.1990      |
| 418 | Якимов, Алексей Петрович               | 06.02.1914—10.03.2006 | Опытно-конструкторское бюро А. Н. Туполева                             | 20.09.1960      |
| 419 | Яцун, Виктор Васильевич                | 19.03.1929—05.01.1984 | Государственный Краснознамённый научно-испытательный институт ВВС      | 18.08.1972      |